# Три колодца
«Три́ коло́дца» (известна также под названиями «Учкуду́к» и «Учкудук — три колодца») — песня вокально-инструментального ансамбля «Ялла», сочинённая в 1981 году руководителем ансамбля Фаррухом Закировым на слова Юрия Энтина.

## История
Песня «Три колодца» была написана Юрием Энтиным и Фаррухом Закировым в 1981 году в течение одного дня в узбекском городе Учкудук и в тот же день впервые исполнена в Учкудуке вокально-инструментальным ансамблем «Ялла», которым руководил Закиров.
Песня сразу стала шлягером. Она вошла в финальную часть конкурса «Песня-82» и транслировалась по Центральному телевидению СССР 1 января 1983 года. Коллектив «Ялла» получил статус Государственного ансамбля Узбекской ССР. В 1982 году вышел их первый альбом, названный «Три колодца» — по главному хиту группы. В последующие годы у коллектива были и другие известные композиции — «Последняя поэма», «Канатоходец», «Позвала меня дорога», «Чайхана», «Голубые купола Самарканда», — однако «Три колодца» продолжала оставаться их самой успешной песней.